# Liste des cathédrales d'Azerbaïdjan
Cet article recense les cathédrales d'Azerbaïdjan.

## Liste
| Cathédrale                                    | Ville       | Confession                    | Juridiction                          | Coordonnées                  | Illus. |
| --------------------------------------------- | ----------- | ----------------------------- | ------------------------------------ | ---------------------------- | ------ |
| Pro-cathédrale de l'Immaculée-Conception (en) | Bakou       | Église catholique             | Préfecture apostolique d'Azerbaïdjan | 40° 25′ 00″ N, 49° 53′ 00″ E |        |
| Cathédrale des Saintes-Porteuses-de-Myrrhe    | Bakou       | Église orthodoxe russe        | Éparchie de Bakou et d'Azerbaïdjan   | 40° 23′ 23″ N, 49° 49′ 15″ E |        |
| Cathédrale Ghazanchetsots                     | Chouchi     | Église apostolique arménienne | Diocèse d'Artsakh (en)               | 39° 45′ 32″ N, 46° 44′ 52″ E |        |
| Cathédrale de la Sainte-Mère-de-Dieu (en)     | Stepanakert | Église apostolique arménienne | Diocèse d'Artsakh (en)               | 39° 48′ 46″ N, 46° 44′ 56″ E |        |